# Моисей
Вижте пояснителната страница за други значения на Мойсей.
Моисей или Мойсей (на иврит: מֹשֶׁה, Мошѐ, „изваден (спасен) от вода; на арабски: موسى, Му̀са; на старогръцки: Mωϋσῆς) е библейски пророк, религиозен водач, законодател и основател на юдаизма. Той повежда Великия изход – бягството на евреите от Египет, което го прави най-важният пророк в юдаизма и една от най-влиятелните личности в еврейската история. Ислямът и християнството също го считат за пророк, както и други религиозни течения.
На Моисей се приписва авторството на Петокнижието – първата основна част от Библията. Според библейската книга Изход той е роден по време, когато евреите пребивават в Египет. Те са подложени на масово изтребление и преследване – фараонът заповядва да се убиват всички новородени момчета от еврейски произход, за да се намали популацията на чуждия народ. За да го спаси, майката на Моисей го скрива в кошница и го пуска по водите на река Нил. Кошницата е намерена от дъщерята на фараона, която осиновява момченцето.
Впоследствие детето е отгледано от дойка, която всъщност е истинската му майка. Моисей става принц на Египет, но нетърпимостта му спрямо жестокостите на египтяните към народа му го карат да направи необмислен акт – убива садистичен египтянин. Убиецът е изпратен в пустинята, където се жени за дъщерята на мъдър шейх и става пастир. Бог, във вид на неизгаряща къпина, приканва изгнаника да освободи народа си от египетското робство. Моисей се връща в Египет, където настоява пред фараона да пусне евреите. След няколко бедствия владетелят скланя и чужденците напускат страната. Преминават през разтвореното от Божията сила, измолена от водача им, Червено море. В пустинята, на планината Синай, Моисей получава Десетте Божи заповеди, с които е сключен завет между евреите и Бога. Еврейският народ обаче обикаля 40 години из пустинята, докато намери Обетованата земя. Самият Моисей не доживява този момент.

## Име
На древноегипетски името Моисей или „Моше“ означава „роден от“ или „бил е роден“. От иврит Моше (מֹשֶׁה) се превежда „изваден от“, тоест изваден от река Нил. Според други научни хипотези Моше идва от древноегипетското „мес“, „месу“, което означа „дете, син“. Оттук идва и вероятността името да е дадено от истинската майка, а не от египетската принцеса.

## Библейският Моисей
Библията сочи Моисей като основна фигура в така наречения Изход – преселението на евреите от Египет в Ханаан, както и в консолидирането на еврейските племена около култа към Яхве. На него се приписва също и обявяването на Десетте Божи заповеди – основа на еврейското законодателство (които според библейското предание получил лично от Яхве, докато пребивавал в планината Хорив или, според друга версия, на планината Синай), както и на редица други правни, религиозни и житейски норми от еврейската традиция.
За Моисей се счита, че е израснал в египетския владетелски двор като осиновен син на една от фараоновите дъщери. Според някои учени той е египтянин по произход, или принадлежи на семейство, силно повлияно от египетската културна традиция, а Библията го представя като човек, успял да запази народностното си самосъзнание на евреин (за да опазят живота му, родителите му го изоставили, но впоследствие неговата майка му станала дойка).
Именно съзнанието, че не египтяните, а страдащите от техния гнет евреи са неговите сънародници, го подтиква да се сближи с тях, а също и да влезе в конфликт с египетските власти.
Принуден да напусне двореца, той става овчар в Мадиам (край планината Хорив), където служи на местния жрец Йотор, за чиято дъщеря се жени. В Мадиам Моисей прекарва около 60 години, през които изчаква смъртта на фараона Рамзес II и възкачването на престола на Менептах, които скоро бил заменен от Аменмезес.
В Мадиам, според преданието, за първи път Моисей среща Яхве и получава от него заповед да освободи евреите, да ги изведе от Египет и да ги засели в Ханаан (Палестина).
След неуспешни опити да направи това по мирен път и възползвайки се от ефекта, който поредица бедствия имат върху египетските власти и население, както и имайки (заедно със своя брат и неговата жена) славата на пророк на Яхве и велик магьосник, Моисей повдига въстание на евреите, ограбва местните египтяни и увличайки след себе си значителни по брой множества, тръгва към Ханаан. След като успява да се изтръгне от преследващата го египетска конница, преминавайки през някакъв внезапно засушен район на Червено море (според общоприетото схващане, но по вероятно е това да се е случило в т.нар. Папурово море, намирало се някога в областта на днешния Суецки канал), той се отправил към Хорив (или към Синай), а след това – към Ханаан.
След дълги перипетии, когато Моисей почти достигнал с народа си до Ханаан, той си дал сметка, че евреите не са подготвени нито да изпълняват заповедите на Яхве, нито изобщо да запазят култа към него, а също и че имат твърде слаба военна подготовка; мнозина от тях всъщност не били изоставили почитанието към разни египетски божества и копнеели да се върнат в Египет и да продължат да робуват на тамошните владетели. Затова Моисей (според Библията – по внушение на Яхве) не въвел евреите в Ханаан, а ги принудил да странстват още около 40 години, така че да добият закалката и самочувствието на народ-завоевател и да свикнат с почитанието само на един бог.
Междувременно получил основните напътствия на Яхве – Десетте божи заповеди, въвел институцията на Съдии на Израил – по-късно главни водачи на народа му, а също и превърнал брат си Аарон и неговите потомци и роднини от мъжки пол (така наречените левити) в жреци на Яхве.
Опитите му обаче да превърне сънародниците си в послушни вярващи и поданици (разказва Библията) ги накарали не толкова да станат верни на неговия бог и съвестни членове на общината, колкото да се чувстват негови „роби“, а него самия постепенно превърнали в жесток тиран, който с огън и меч потушавал недоволствата, изпитвал особена нетърпимост към общуването на евреите с други народи и към всеки чужд култ и безмилостно наказвал всяко неподчинение, независимо от това кой си го е позволил: това той правел според преданието по внушение на Яхве.
Постепенно Моисей се убедил, че те никога няма да бъдат това, което той желаел да бъдат, и дори и в края на този срок (40-те години, прекарани в повторното пътуване към Ханаан) ги предупреждавал, че те и потомците им често пъти ще имат и други богове освен Яхве и че няма да следват заповедите му. Накрая разделил между 12-те еврейски племена бъдещите им владения, заселил някои от тях откъм източните брегове на река Йордан и повел останалите към тяхното истинско местоназначение – към „Обетованата земя“.
Малко преди евреите наистина да бъдат въведени в Ханаан, Моисей починал, като оставил за свой наследник в началството над евреите Исус Навин.

## Религиозни възгледи за Моисей

### В юдаизма
Моисей е централна фигура в ортодоксалния юдаизъм, често наричан „нашият водач“, „служител на Бога“ и „баща на всички пророци“. Той е смятан за най-великия сред пророците, получил от Бога Петокнижието и цялото скрито и разкрито познание.
В еврейския фолклор, в апокрифната литература, както и в Мишна и Талмуд, се съдържат множество разкази, свързани с Моисей, които не са включени в основния текст на Библията. Късноантични еврейски историци, като Евполем, приписват на Моисей създаването на финикийската писменост, а Артапан Александрийски направо го отъждествява с божествата Тот и Хермес, както и с Музей, когото нарича „учител на Орфей“.

### В християнството
Много събития от Новия завет напомнят за моменти от живота и дейността на Моисей. Съществуват паралели между ранните години на Иисус Христос и старозаветния пророк. Раждането на двамата е съпътствано с изключително кървави събития: зъл владетел избива всички новородени. Христос и Моисей избягват в пустинята като изгнаници, за да се завърнат след години и да освободят своя народ. Проповедта на планината обогатява Синайския завет. Иисус Христос се изобразява като „втория Моисей“ и подобно на еврейския законодател е „избавител и спасител на човешкия род“. Св. ап. Павел казва, че вярата в Моисей е религия, почиваща на закона, докато християнското верую се основава на милостта на Господ, проявяваща се чрез неговия Божи Син.

### В исляма
Виждането на мюсюлманството относно Моисей не се различава много от това в християнството. Според исляма Моисей, както и Мохамед, получават Божие откровение чрез една книга. Двамата са приемници на божите закони. Мохамед бяга през пустинята край Медина и по-късно се завръща триумфално като победител, което довежда до неговата благословена смърт и възнесение на небето. Главната отличителна черта на исляма, разграничаваща го от християнството и юдаизма, е убеждението, че Мохамед е поставил окончателния печат на библейските пророчества и той е провъзгласил Божието слово в най-чистата му истина.

## Демитологизационни персонажи

### Тези
Съществуват три основни тези за историчността на Мойсей, а посредством него и най-вече – за генезиса на евреите:
1. Моисей е историческа личност или по-скоро може да се идентифицира с историческа личност, какъвто е случая с легендарния Махол Сидонски;
2. Моисей е изцяло митична (митологическа) личност – извлечен от вода;
3. Въпросът за историчността на Моисей не е съществен за разбирането на еврейската религия – юдаизма.

### Артефакти
Данните на библейската археология от 19 век насам оформят три последователни теории по въпроса за еврейската идентичност:
1. широкомащабно завладяване на Ханаан, следвайки се дословно книгата на Исус Навин;
2. мирно продължително (номадско) проникване;
3. социално разслоение.

Библейският модел за широкомащабно завладяване на Ханаан от евреите вече не се поддържа от науката – най-вече въз основа на данните на библейската археология, т.е. с отхвърлянето му апропо се потвърди окончателно документалната хипотеза на Юлиус Велхаузен.
От 20-те години на 20 век авторитетни учени като Албрехт Алт и Мартин Нот застъпват постулата „за непрекъсваемост“ на пастирско-номадския модел, т.е. това е синкретична теза, опитваща се обединявайки библейското иносказание и артефактите, „да обясни“ другостта на евреите къмто Ханаан, респективно към ханаанците (но без самаряните, които били доведени от другаде след асирийския плен). Тази втора теза страда от съществен недостатък – нито в духа, нито в стремежите на номада е да се установява на едно място, освен ако не е по принуда или в резултат от продължително и еволюционно култивиране.
С развитието на социологията, през 60-те години на 20 век възниква в зачатие т.нар. „модел на селския бунт“, който за първи път „освещава“ и теоретизира възприетия сега от науката модел – за автохтонен произход на евреите от ханаанците. Недостатък на първата версия е този, че налага съвременен „социален модел“ (донякъде революционен) върху исторически събития отпреди над 3000 години. По съществото си в първата версия, този модел излага тезата за „революция или бунт на местни ханаански селяни срещу корумпираната ханаанска аристокрация, въз основа на който се оформила и създала нова социална, а оттук и етническа същност“. Тази социологическа версия (виж и социология на правото) е изначално разкритикувана в периода на „студената война“, едва ли не като „социалистическа“.
През 90-те години на 20 век, археологическите данни от разкопките от 70-те и 80-те години на 20 век, водят до изцяло нов и вече напълно различен поглед върху етногенезиса на евреите, респективно и върху историчността на техния пръв „законодател“. Утвърждава се окончателно автохтонната теза, като се отхвърля въобще наличието на „социален или друг външно причинен взрив“, като моделът на Велхаузен създаден с документалната хипотеза се препотвърждава и от библейската археология, т.е. единствените идентификационни белези (на различност) за евреите от сродните им по език и произход ханаанци и финикийци са само културни и относителни – аниконизъм, въздържането от консумация на свинско и типа къщи (характерен и за Амон, Моав и Идумея, а донякъде и частично за Древен Египет). Според етнолозите, въз основа на откъслечни икономически, географски и климатични причини не може да се формира идентичност (виж и зугот). 

## Академични възгледи за Моисей

### Историческа психоанализа
Зигмунд Фройд описва в книгата си „Моисей и монотеизма“ (1939) своята хипотеза за появата на юдейската религия. Юдеите живеят в рамките на египетската империя, и от египтяните се научават да се „обрязват“ и да избягват свинското месо. Моисей е египетско име, и той е бил доверен съюзник на египетския император Аменхотеп IV (известен и като Ехнатон), който започнал борба с жреческото съсловие и забранил всички богове освен един. Оттук дошла идеята за един-единствен Бог. След като жреците свалят от власт Аменхотеп, неговият доверен съюзник бяга от Египет заедно с юдеите, които вероятно са му били поверени по начало.
Моисей въвежда при юдеите монотеистичната идея на Аменхотеп. След като стигнали Палестина, юдеите на Моисей се смесили с местните племена, които почитали вулканическо божество Яхве, на което принасяли жертви. Затова Яхве се явява на върха на планина, като пламък или тъмен облак. Двете народности и религии се смесили, и така се появил днешният юдаизъм и религиите изградени върху тази основа – християнство и ислям. Това също обяснявало защо в Библията бог ту е всесилен създател на вселената, ту повече прилича на дребен демон, закрилящ избрано племе срещу строга система от животински жертвоприношения.